# جاسبر برينكلي
جاسبر برينكلي (بالإنجليزية: Jasper Brinkley)‏ هو لاعب كرة قدم أمريكية أمريكي، ولد في 12 يوليو 1985 في طومسون في الولايات المتحدة.

## وصلات خارجية
- جاسبر برينكلي على موقع مرجع كرة القدم المحترفة.كوم (الإنجليزية)